# 新墨西哥州阿布奎基聖殿
新墨西哥阿布奎基聖殿（Albuquerque New Mexico Temple）是耶穌基督後期聖徒教會的第73座聖殿。新墨西哥阿布奎基聖殿開放於1998年，在其的首個10天公開期間內有月7萬人參觀聖殿。聖殿服務新墨西哥州和其與亞利桑那州及科羅拉多州交界地區的約55,000人教徒，面積8.5英畝（34,000平方）。

## 外部連結
- 维基共享资源上的相關多媒體資源：新墨西哥州阿布奎基聖殿
- Official Albuquerque New Mexico Temple page （页面存档备份，存于）
- Albuquerque New Mexico Temple page